# Valentina Țapiș
Valentina Țapiș (n. 31 iulie 1963, Hîncești) este o politiciană din Republica Moldova, care a fost Ministru al Mediului al Republicii Moldova între 6 iunie 2014 și 18 februarie 2015. Din septembrie 2012 și până la învestirea în funcția de ministru, Valentina Țapiș a ocupat funcția de viceministru al Mediului. Anterior, ea a mai fost șef adjunct al Inspectoratului Ecologic de Stat.
Ea este vicepreședinte al Partidului Liberal Reformator (PLR) și președinte al Organizației Municipale de Femei a PLR.